# Ostřice srstnatá
Ostřice srstnatá (Carex hirta) je druh jednoděložné rostliny z čeledi šáchorovité (Cyperaceae).

## Popis
Jedná se o rostlinu dosahující výšky nejčastěji 20–90 cm. Je vytrvalá, netrsnatá, vytváří plazivé výběžky. Listy jsou střídavé, přisedlé, s listovými pochvami. Lodyha je tupě trojhranná, delší než listy, vysoko olistěná. Čepele jsou asi 3–5 (vzácněji 2 či 6) mm široké, většinou po obou stranách dlouze chlupaté. Bazální pochvy jsou nejčastěji hnědé, dolní jsou bezčepelné, jsou slabě rozpadavé a chlupaté. Ostřice srstnatá patří mezi různoklasé ostřice, nahoře jsou klásky čistě samčí, dole čistě samičí. Samčích klasů bývá 2–3, vzácněji 4, samičích 2–3. Dolní listen je kratší než květenství, na bázi má 3–40 mm dlouhou pochvu. Okvětí chybí. V samčích květech jsou zpravidla 3 tyčinky. Čnělky jsou většinou 3. Plodem je mošnička, která je 4,8–7,8 mm dlouhá, zelená až nahnědlá a pýřitá, na vrcholu zúžená do cca 1,5–2,7 mm dlouhého zobánku, který je hluboce dvouklaný. Každá mošnička je podepřená plevou, která je bledě rezatá a osinkatá, plevy samčích květů jsou chlupaté. Kvete nejčastěji v květnu až v červnu. Počet chromozómů: 2n=112 nebo 114.

## Rozšíření
Ostřice chlupatá je rozšířena ve velké části Evropy, kromě severní Skandinávie a severního Ruska, málo zasahuje do severní Afriky a na Kavkaz. Zavlečena byla i do Severní Ameriky a na Nový Zéland. Mapka rozšíření viz zde: .

### Rozšíření v Česku
V ČR roste hojně od nížin do podhůří. Vyhledává často ruderalizovaná stanoviště, což je v rodě ostřice celkem výjimka. Také ji najdeme na písčinách.